# Siège de La Rochelle (1573)
Pour les articles homonymes, voir Siège de La Rochelle.
Guerres de Religion

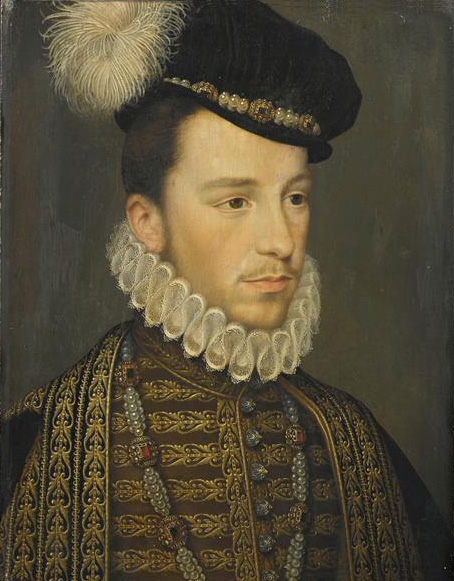
Le duc d'Anjou, futur roi Henri III (roi de France).

Le siège de La Rochelle de 1573 est un siège militaire contre la ville protestante de La Rochelle.
Il est l'évènement principal de la 4e guerre de Religion qui fait suite au massacre de la Saint-Barthélemy. Il opposa l'armée royale et catholique commandé par le duc d'Anjou, frère du roi Charles IX (et futur Henri III), aux habitants protestants de La Rochelle. Il eut lieu du 11 février au 26 juin 1573.

## Contexte
Le massacre de la Saint-Barthélemy a porté un coup dur au protestantisme, mais n'avait pas eu les résultats espérés par le parti Catholique. Le calvinisme, qu'on voulait anéantir, se releva furieux : le désespoir et la colère avaient doublé les courages. La Rochelle s'insurgea et se prépara à une vigoureuse résistance sous son maire Jacques Henry.
C'est pour profiter du désarroi qui règne chez les protestants, que le roi et la reine-mère Catherine de Médicis entendent soumettre définitivement les protestants à leur autorité. Leur cible est La Rochelle, ville de tête du protestantisme français. Les protestants surimposent sur la ville — qui dispose d'importantes défenses — l'image de Genève française, république maritime en butte aux menées du pouvoir royal. Dans un ouvrage anonyme, Le Réveil-Matin des François et de leurs voisins composé par Eusèbe Philadelphe cosmopolite et publié à Édimbourg un an après le siège, La Rochelle se retrouve pendant le premier semestre 1573 « de toutes parts assiégées par les Janissaires du Tyran ». Les imaginaires des deux camps en guerre ouverte depuis une vingtaine d'années se cristallisent donc sur ce lieu et ce moment. La chute de la place serait un coin important enfoncé dans la cohésion du camp protestant. Le roi espère y parvenir par des négociations. Cependant, le corps de ville de La Rochelle refuse de recevoir le gouverneur du roi Charles IX dans la place, Armand de Gontaut-Biron. 
Le blocus est décrété en novembre 1572. Philippe Strozzi, colonel général de l'infanterie, arrive le 13 décembre 1572 au village de Puy-le-Boreau et investit La Rochelle avec une partie des Gardes françaises et quelques autres régiments.

## Historique
Au printemps de 1573, après l'arrivée du duc d'Anjou et d'une armée formidable, le siège commence avec une rage incroyable de part et d'autre. 
Le duc Henri d'Anjou est accompagné par les princes, François d'Alençon, Henri de Navarre (le futur Henri IV), et le prince de Condé, ces deux derniers fraîchement convertis au catholicisme. Le duc d'Anjou commande une armée de 5 000 fantassins et de 1 000 cavaliers. Toute la bonne noblesse de France le suit ; le grand maître de l'artillerie, Biron, les chefs du parti catholique Louis de Gonzague, Henri de Guise, Charles de Mayenne, Claude d'Aumale, Nevers, Montluc, mais encore le maréchal de Cossé, Henri de la Tour d'Auvergne, Villequier, Brantôme, le comte de Retz, Philippe Strozzi…

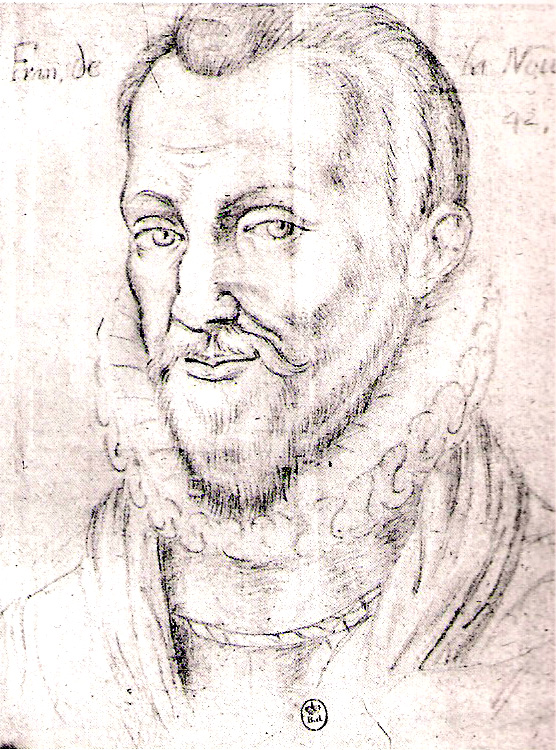
François de La Noue
(vers 1573).

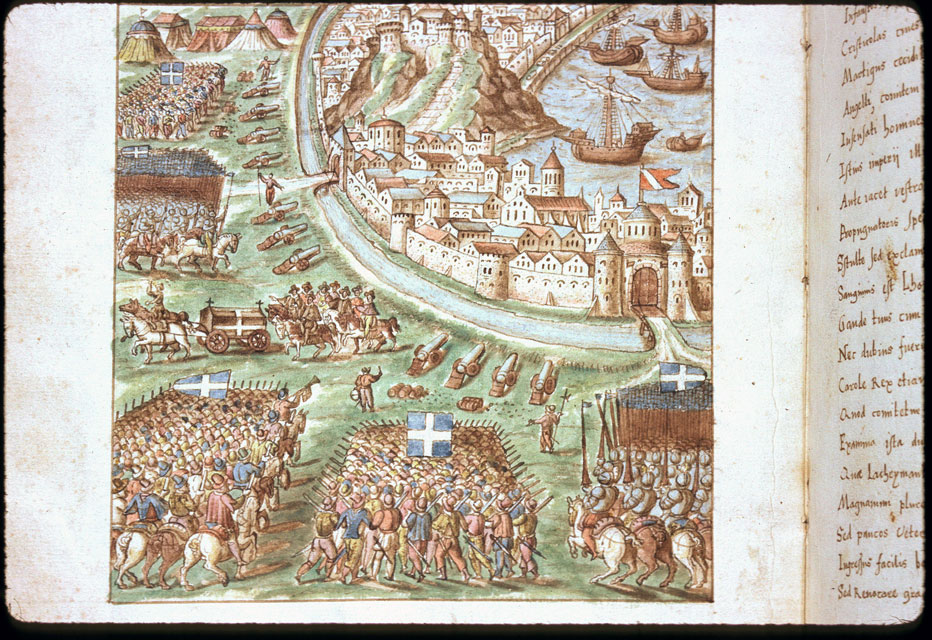
Siège de La Rochelle.
Enluminure du manuscrit Carmen de tristibus Galliae, 1577, Bibliothèque municipale de Lyon, ms. 0156,.

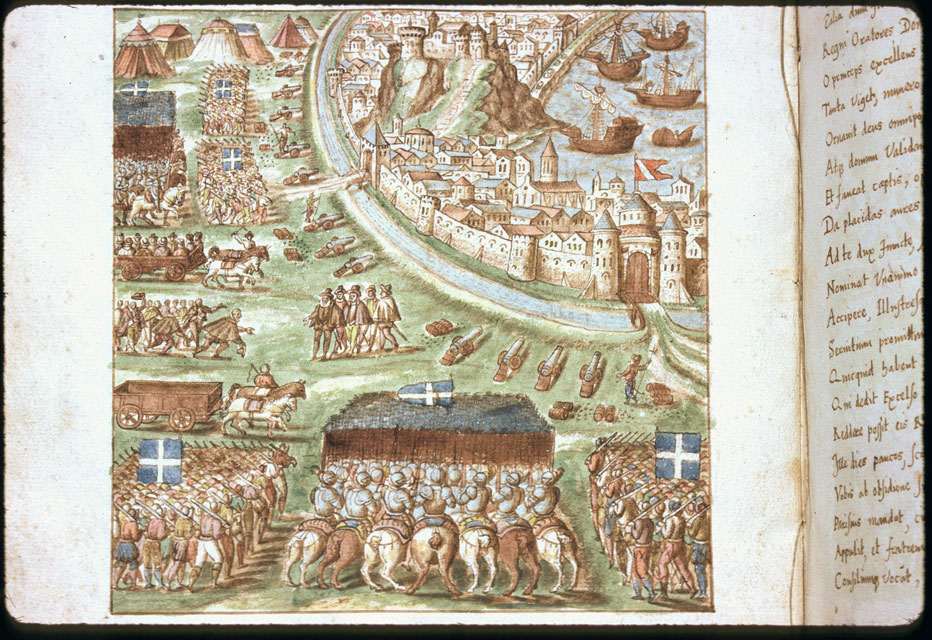
Siège de La Rochelle.
Enluminure du manuscrit Carmen de tristibus Galliae, 1577, Bibliothèque municipale de Lyon, ms. 0156,.

La Rochelle est sans véritable chef militaire d'extraction noble. François de La Noüe travaille autant pour le compte des protestants que pour le compte du roi. La ville est aux mains des bourgeois et a 1 300 soldats sous son ordre. Des bateaux anglais lui apportent des subsistances. Alliée de la France et officiellement engagée dans des négociations de mariage avec François d'Angoulême, le plus jeune frère du roi Charles IX, Élisabeth Ire d'Angleterre condamne officiellement les particuliers anglais qui viennent au secours de La Rochelle mais en réalité elle les soutient en coulisse. Les navires anglais rentrent et sortent comme ils le souhaitent dans la rade. Les tentatives de Nevers pour la combler sont un échec. Toutefois le 19 avril 1573, une flotte anglaise commandée par le protestant français Montgomery est victorieusement repoussée par les bombardements catholiques du baron Antoine Escalin.
Sur terre, huit grands assauts sont donnés contre les remparts de la ville de février à juin. Ces assauts sont meurtriers, rares sont ceux qui ne sont pas blessés. Le duc d'Anjou lui-même est atteint à plusieurs endroits et au cours de l'un de ces assauts, le 3 mars 1573, le duc d'Aumale est tué. Le 26 mars 1573, 150 assiégeants meurent dans l'explosion accidentelle d'une mine destinée à faire sauter les remparts.
La résistance des protestants, l'échec des assauts, les difficultés de ravitaillement viennent à bout de la patience des assiégeants. Par ailleurs, des intrigues de clans se forment à l'intérieur du camp royal. Le prince François mène la fronde. Le 23 mai 1573, 6 000 Suisses arrivent venus en renfort, mais l'attaque générale lancée trois jours plus tard se termine dramatiquement pour les catholiques. Le 28 mai 1573 le duc d'Anjou apprend son élection comme roi de Pologne. Pressé de mettre une couronne sur sa tête, il accorde aux Rochelais des conditions si honorables que la paix est rétablie encore une fois. Le siège s'arrête le 26 juin 1573. La paix est signée le 6 juillet 1573. Le siège est levé le 8 juillet 1573.

## Ordre de bataille
L'armée de siège comprenait (à compléter) :
- Régiment de Blou de Laval
- Régiment de Boisjourdan
- Régiment de Bonnouvrier
- Régiment de Brichanteau-Saint-Martin
- Régiment de Candalle
- Régiment du Fouilloux
- Régiment des Gardes françaises
- Régiment de Gohas qui devient en mai 1573 régiment de Sainte-Colombe
- Régiment de La Barthe
- Régiment de Landereau
- Régiment de Montataire
- Régiment de Montemar
- Régiment de Muns
- Régiment de Pavillac
- Régiment de Piles
- Régiment de Pontcenat
- Régiment de Sarried
- Régiment de Saint-Mesgrin

L'armée huguenote comprenait (à compléter) :
- Régiment de Navarre

### Bibliographie

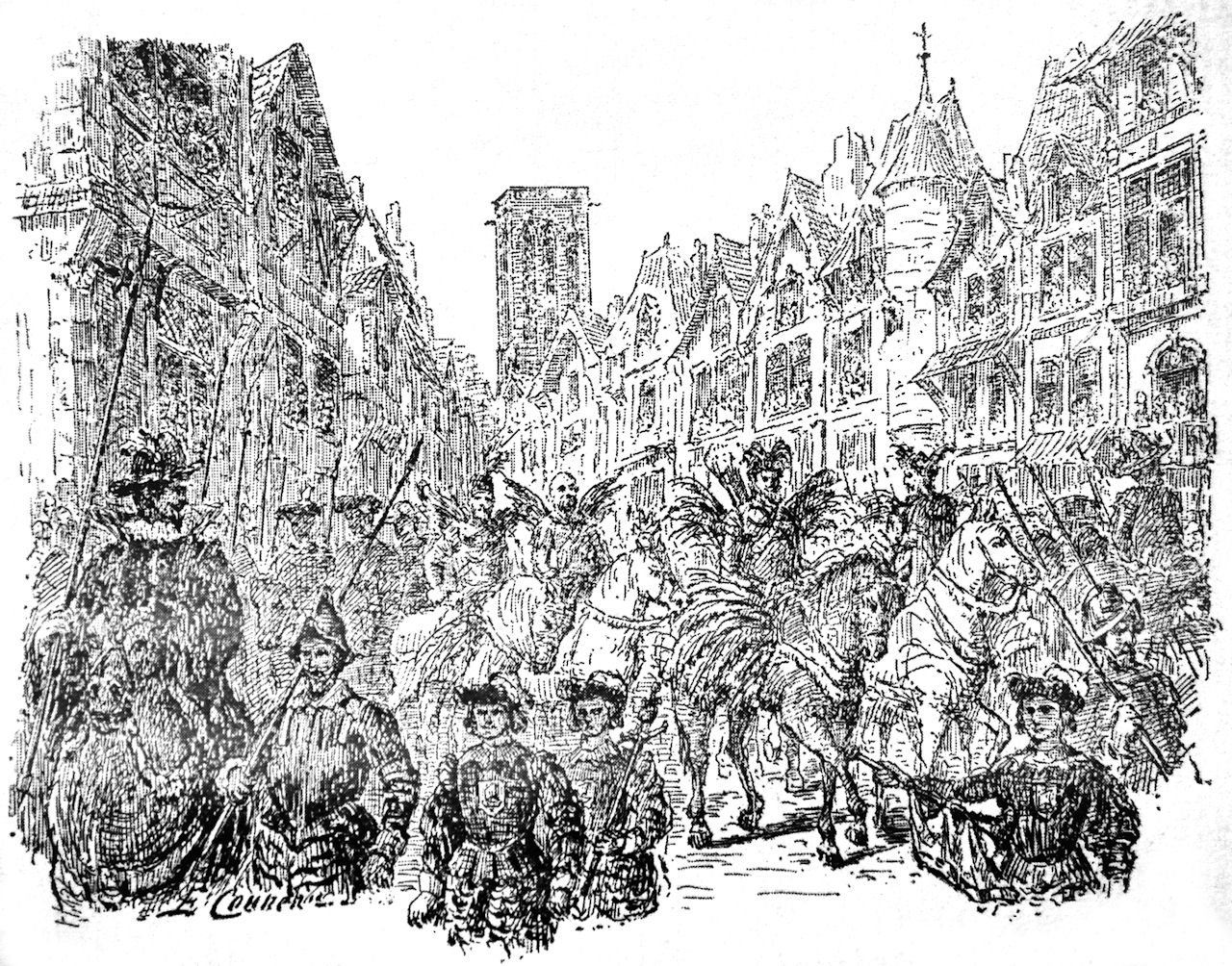
Entrée dans la ville de La Rochelle des ambassadeurs polonais.Gravure d'Émile Couneau, extraite de La Rochelle disparue, 1904.